# Sajan (wieś)
Sajan (cyr. Сајан) – wieś w Serbii, w Wojwodinie, w okręgu północnobanackim, w mieście Kikinda. W 2011 roku liczyła 1170 mieszkańców.